# Перфильев, Александр Михайлович
Александр Михайлович Перфильев (19 сентября [2 октября] 1895, Чита, Забайкальская область, Российская империя — 26 февраля 1973, Мюнхен, Бавария, ФРГ) — русский поэт, публицист, литературный критик. По заказу некоторых композиторов, в первую очередь Оскара Строка, подтекстовывал мелодии танго и других эстрадных песен.

## Биография
Родился в семье генерала царской армии Михаила Аполлоновича Перфильева, начальника Первого Нерчинского казачьего полка. Вдохновлённый рассказами о своём предке — казачьем атамане Максиме Перфильеве, сподвижнике Ермака Тимофеевича, Александр поступил в кадетский корпус, где познакомился и сдружился с Георгием Ивановым. Не окончив обучение, перешёл в Оренбургское казачье училище.
По окончании училища служил в Первом Нерчинском полку, которым командовал его отец, а также в гвардейской Сводно-казачьей роте. В годы Первой мировой войны воевал на фронте, несколько раз был ранен. За отвагу награждён георгиевским крестом и произведён в чин есаула.
В 1915 году состоялась первая публикация начинающего поэта. Печатался в журналах «Нива», «Огонёк», «Солнце России». Вскоре после начала Гражданской войны арестован по обвинению в пособничестве контрреволюционным организациям, около года провёл в тюрьме. После освобождения за выкуп, будучи офицером Белой армии, вынужденно скрывался, почти год провёл в скитаниях. В 1921 году после нелегального пересечения границы осел в Латвии. В РСФСР у Перфильева остались первая супруга и дочь.
Много лет плодотворно сотрудничал в таких периодических изданиях республики, как «Рижский курьер», «Русское слово», «Новый голос» и «Сегодня» как публицист и лирик, нарочито дистанцируясь от межредакционных дрязг и выяснения отношений между ведущими журналистами конкурирующих изданий и их работодателями в условиях острого идеологического противостояния и интенсивной борьбы за русскоязычного читателя Латвии. Также публиковался в журналах «Наш огонёк», «Наша нива», «Ванька-встанька», «Будильник».
В Риге узнал о смерти жены и ребёнка, после чего женился на дочери рижского чиновника Ирине Сабуровой.
Параллельно с публицистической деятельностью инкогнито писал песни и романсы для эстрадных исполнителей. В частности, авторство таких знаковых песен эстрадной эпохи, как «Ах, эти чёрные глаза», которые исполнял в кабаре-дансинг-ресторане «Альгамбра» и популярном ресторане «Отто Шварц» Пётр Константинович Лещенко под музыку Оскара Строка, принадлежит именно Перфильеву. Несмотря на доказанный факт авторства, среди рижан той поры существовала романтическая легенда о том, что стихи на танго были навеяны самому Оскару Строку в период, когда тот испытывал безответную влюблённость в молоденькую девушку-кассиршу Лени Либман с чёрными глазами божественной красоты.

## Псевдонимы
Колоритный псевдоним Перфильева «Л. Гантимуров» объясняется ещё одной фамильной легендой, которую поэт в детстве услышал от отца: атаман Максим Перфильев усыновил прямого потомка эмира и полководца Тимура (Тамерлана) князя Гантимурова, который позже стал зятем казачьего атамана-первопроходца. Другой псевдоним Перфильева, которым тот регулярно подписывал свои поэтические сборники, — Александр Ли. Ещё один творческий псевдоним, Шерри-бренди, — по названию популярного в 1920—30-х годах среди богемы латвийской столицы сладкого алкогольного напитка.

## Поэтическое творчество
Первый поэтический сборник, вышедший под псевдонимом Александр Ли, — «Снежная месса» (1925), в нём творчески осмыслена традиционная символистская тематика, которая была введена в поэтический дискурс Александром Блоком. Влияние Блока на «Снежную мессу» отмечал, в частности, Константин Бальмонт.
В предвоенной поэзии актуализированы блоковская, северянинская и гумилёвская тематики, придаётся много внимания аспекту потерянного военно-эмигрантского поколения, поставленного перед необходимостью осознать своё жизненное и духовное предназначения в новых условиях исторического эпохального кризиса. Потребность в отчётливом осознании того, что произошло с разделённым и разобщённым во многих аспектах русским народом, стала доминирующим мотивом поэзии Перфильева на протяжении многих десятилетий творчества. Образ лирического героя — безмолвный и бессильный свидетель крушения беззаботного патриархального устоявшегося мира (актуализация архетипа разрушенного Золотого века), брошенного безжалостными, непонятно чем мотивированными историческими обстоятельствами на произвол судьбы — модель авторского текста представляет собой романтическую манифестацию исповедального поэтического мемуара. Очень часто автор обращается к блоковским реминисценциям и парафразам, однако использует компоненты блоковского поэтического речевого канона как строительный материал для оригинального поэтического летописного текста.
Второй сборник Перфильева-Ли носит название «Листопад» (1929), здесь отчётливо прослеживается увлечение ранними бунинскими поэтическими ощущениями (в наименовании сборника ясно заявлена аллюзия на одноименное стихотворение Ивана Алексеевича Бунина, который в конце 1920-х годов стал олицетворением поэтической моды практически во всех европейских центрах русской литературной эмиграции). В сборнике реализованы идеи бесконечного изгнанничества, оставленности и обречённости поэтической личности в чужом и неприязненно настроенном культурно-историческом пространстве. Сборник построен на оригинальном восприятии и идейном переосмыслении традиций классической русской лирики. Философское содержание поэзии Перфильева-Ли кажется более фундаментальным, поэтический язык — более насыщенным и богатым. Именно этот сборник Георгий Иванов отметил хвалебным комментарием. Его отличает ярко выраженная проникновенно элегическая тональность, выражающая непередаваемое авторское мироощущение, который испытывает неподдельную человеческую усталость от своей покинутости и эмигрантской судьбы.
Уже под настоящей фамилией Перфильевым был выпущен новый сборник «Ветер с севера» (Рига, 1937). В общем и целом, Перифильев придавал большое значение своему поэтическому творчеству, особенно после встречи с Гумилёвым, состоявшейся в Петербурге незадолго до рокового ареста последнего.

## Вторая Мировая война и послевоенные годы
В 1940 году, после советской оккупации и аннексией Латвии, советская власть закрыла все русскоязычные (по большевистской терминологии — «белоэмигрантские») печатные издания. Люди, подобные Перфильеву, не только остались без средств к существованию, но и были вынуждены, опасаясь ареста, переходить на нелегальное положение. Сам Перфильев служил ночным сторожем в садоводстве близ Риги, не появляясь по месту своего городского проживания; это спасло его от ареста и депортации в Сибирь в июне 1941 года, когда из балтийских стран силами НКВД принудительно выселялись в глубь СССР так называемые «буржуазные националисты» и «антисоветские элементы». Во время нацистской оккупации Риги, продолжавшейся с июля 1941 по октябрь 1944 года, Перфильев был коллаборационистом, он редактировал пронацистские русскоязычные издания — журнал «Для вас» и газету «Двинский вестник». В 1942 году в Риге вышла его книга — сборник рассказов «Человек без воспоминаний».
В октябре 1944 года Перфильев бежал из Риги вместе с отступающими немецкими войсками и эвакуировался в Германию на корабле с территории Курземе, ещё не занятой наступавшей Красной армией (в российской и латвийской историографии участок получил название Курземский котёл). Прибыв в Берлин, он поступил на службу в казачьи подразделения генерала П. Краснова и был откомандирован в Северную Италию, где находились казачьи формирования под командованием походного атамана Т. Доманова, для развёртывания среди них антикоммунистической агитационной работы. В последние дни Второй мировой войны Перфильев оказался в Праге, где попал в руки к советским войскам и был приговорён к расстрелу как «власовец». Благодаря счастливому стечению обстоятельств ему удалось бежать из-под расстрела и пробраться затем через демаркационную линию в Баварию, занятую американскими войсками.
После окончания войны Перфильев поселился в Мюнхене, где прожил всю оставшуюся жизнь. В конце 1940-х — начале 1950-х годов активно сотрудничал с возникавшими в Западной Германии антисоветским русскоязычными изданиями — сатирическими журналами «Петрушки» и «Сатирикон», печатным органом ЦОПЭ (Центрального объединения политических эмигрантов из СССР) — «Свобода». Затем становится сотрудником Русской службы американской радиостанции радиостанцию «Свобода», на которой работает до ухода на пенсию.
В Мюнхене в 1946 году вышел ещё один сборник рассказов Перфильева — «Когда горит снег», в котором актуализирована тематика «утраченного прошлого» и «необретённого будущего».
Является прототипом Луки Перфильевича Тимурова в романе Г. П. Климова «Имя моё легион».